# Merops gularis
Il gruccione nero (Merops gularis Shaw, 1798) è un uccello appartenente alla famiglia Meropidae, diffuso dalla Sierra Leone al sud-est della Nigeria. 
È originario della foresta pluviale tropicale africana, dove vive ai margini della foresta pluviale e nei boschi.